# Poca favilla gran fiamma seconda
Poca favilla gran fiamma seconda (Paradiso I, 34) è un verso dal primo canto del Paradiso, dalla Divina Commedia di Dante Alighieri.

Evidente richiamo alla Lettera di Giacomo (ecce quantus ignis quam magnam silvam incendit, Vulgata Iac. 3,5 ...come un fuoco possa incendiare una vasta foresta), è soprattutto un umile invito ai posteri a seguire il richiamo universale del tema da affrontare: forse di rietro a me si pregherà... (Paradiso I, 35-36), altre voci si uniranno alla sua invocazione, rivolta verso l'eternità.
La frase, utilizzata come proverbio, vuole esprimere l'invito a valutare tutto lo spettro delle conseguenze delle proprie azioni perché anche un piccolo gesto può provocare immensi danni.